# Mjoebergodesmus annulatus
Mjoebergodesmus annulatus är en mångfotingart som beskrevs av Karl Wilhelm Verhoeff 1924. Mjoebergodesmus annulatus ingår i släktet Mjoebergodesmus och familjen orangeridubbelfotingar. Inga underarter finns listade i Catalogue of Life.